# جوزيبي فرانكو
جوزيبي فرانكو (بالإيطالية: Giuseppe Franco)‏ هو لاعب دوري الرغبي إيطالي، ولد في 1925.